# British Academy Film Awards 1974
Die 27. Verleihung der British Academy Film Awards fand 1974 in London statt. Die Filmpreise der British Academy of Film and Television Arts (BAFTA) wurden in 19 Kategorien verliehen; hinzu kam ein Ehrenpreis. Die Verleihung zeichnete Filme des Jahres 1973 aus.
| Film                                | N | A |
| ----------------------------------- | - | - |
| Der Schakal                         | 7 | 1 |
| Wenn die Gondeln Trauer tragen      | 7 | 1 |
| Der diskrete Charme der Bourgeoisie | 5 | 2 |
| Jesus Christ Superstar              | 4 | 1 |
| Mord mit kleinen Fehlern            | 4 | 0 |
| Die amerikanische Nacht             | 3 | 3 |
| Botschaft für Lady Franklin         | 3 | 3 |
| Der Erfolgreiche                    | 2 | 2 |
| Der große Coup                      | 2 | 1 |
| Der unsichtbare Aufstand            | 2 | 1 |
| Das Jahr ohne Vater                 | 2 | 0 |
| Mann, bist du Klasse!               | 2 | 0 |
| Pat Garrett jagt Billy the Kid      | 2 | 0 |
| Ein Puppenheim                      | 2 | 0 |
| Schreie und Flüstern                | 2 | 0 |
| Trau keinem über 18                 | 2 | 0 |

## Preisträger und Nominierungen
Mit je sieben Nominierungen hatten Fred Zinnemanns Der Schakal und Nicolas Roegs Wenn die Gondeln Trauer tragen das Favoritenfeld angeführt. Die meisten BAFTAs erhielten am Ende jedoch Die amerikanische Nacht und Botschaft für Lady Franklin, die bei je drei Nominierungen auch drei Preise gewannen.

### Bester Film
Die amerikanische Nacht (La nuit américaine) – Regie: François Truffaut
Der diskrete Charme der Bourgeoisie (Le charme discret de la bourgeoisie) – Regie: Luis Buñuel
Der Schakal (The Day of the Jackal) – Regie: Fred Zinnemann
Wenn die Gondeln Trauer tragen (Don’t Look Now) – Regie: Nicolas Roeg

### Beste Regie
François Truffaut – Die amerikanische Nacht (La nuit américaine)
Luis Buñuel – Der diskrete Charme der Bourgeoisie (Le charme discret de la bourgeoisie)
Nicolas Roeg – Wenn die Gondeln Trauer tragen (Don’t Look Now)
Fred Zinnemann – Der Schakal (The Day of the Jackal)

### Bester Hauptdarsteller
Walter Matthau – Peter und Tillie (Pete ’n’ Tillie) und Der große Coup (Charley Varrick)
Marlon Brando – Der letzte Tango in Paris (Ultimo tango a Parigi)
Laurence Olivier – Mord mit kleinen Fehlern (Sleuth)
Donald Sutherland – Wenn die Gondeln Trauer tragen (Don’t Look Now) und Steelyard Blues

### Beste Hauptdarstellerin
Stéphane Audran – Der diskrete Charme der Bourgeoisie (Le charme discret de la bourgeoisie) und Vor Einbruch der Nacht (Juste avant la nuit)
Julie Christie – Wenn die Gondeln Trauer tragen (Don’t Look Now)
Glenda Jackson – Mann, bist du Klasse! (A Touch of Class)
Diana Ross – Lady Sings the Blues

### Bester Nebendarsteller
Arthur Lowe – Der Erfolgreiche (O Lucky Man!)
Ian Bannen – Sein Leben in meiner Gewalt (The Offence)
Denholm Elliott – Ein Puppenheim (A Doll’s House)
Michael Lonsdale – Der Schakal (The Day of the Jackal)

### Beste Nebendarstellerin
Valentina Cortese – Die amerikanische Nacht (La nuit américaine)
Rosemary Leach – Trau keinem über 18 (That’ll Be the Day)
Delphine Seyrig – Der Schakal (The Day of the Jackal)
Ingrid Thulin – Schreie und Flüstern (Viskningar och rop)

### Bester/beste Nachwuchsdarsteller/-in
Peter Egan – Botschaft für Lady Franklin (The Hireling)
Jim Dale – Adolf Hitler, My Part In His Downfall
David Essex – Trau keinem über 18 (That’ll Be the Day)
Kris Kristofferson – Pat Garrett jagt Billy the Kid (Pat Garrett & Billy the Kid)

### Bestes Drehbuch
Luis Buñuel, Jean-Claude Carrière – Der diskrete Charme der Bourgeoisie (Le charme discret de la bourgeoisie)
Melvin Frank, Jack Rose – Mann, bist du Klasse! (A Touch of Class)
Kenneth Ross – Der Schakal (The Day of the Jackal)
Anthony Shaffer – Mord mit kleinen Fehlern (Sleuth)

### Beste Kamera
Anthony B. Richmond – Wenn die Gondeln Trauer tragen (Don’t Look Now)
Oswald Morris – Mord mit kleinen Fehlern (Sleuth)
Sven Nykvist – Schreie und Flüstern (Viskningar och rop)
Douglas Slocombe – Jesus Christ Superstar
Douglas Slocombe – Reisen mit meiner Tante (Travels with My Aunt)

### Bester Schnitt
Ralph Kemplen – Der Schakal (The Day of the Jackal)
Graeme Clifford – Wenn die Gondeln Trauer tragen (Don’t Look Now)
Frank Morriss – Der große Coup (Charley Varrick)
Ralph Sheldon – Bis zum letzten Patienten (The National Health)

### Beste Filmmusik
Alan Price – Der Erfolgreiche (O Lucky Man!)
Bob Dylan – Pat Garrett jagt Billy the Kid (Pat Garrett & Billy the Kid)
Taj Mahal – Das Jahr ohne Vater (Sounder)
Mikis Theodorakis – Der unsichtbare Aufstand (État de siège)

### Bester Ton
Les Wiggins, Gordon K. McCallum, Keith Grant – Jesus Christ Superstar
Rodney Holland, Peter Davies, Bob Jones – Wenn die Gondeln Trauer tragen (Don’t Look Now)
Nicholas Stevenson, Bob Allen – Der Schakal (The Day of the Jackal)
Guy Villette, Luis Buñuel – Der diskrete Charme der Bourgeoisie (Le charme discret de la bourgeoisie)

### Beste Kostüme
Phyllis Dalton – Botschaft für Lady Franklin (The Hireling)
Yvonne Blake – Jesus Christ Superstar
Beatrice Dawson – Ein Puppenheim (A Doll’s House)
Danilo Donati – Bruder Sonne, Schwester Mond (Brother Sun, Sister Moon)

### Bestes Szenenbild
Natasha Kroll – Botschaft für Lady Franklin (The Hireling)
Ken Adam – Mord mit kleinen Fehlern (Sleuth)
Danilo Donati – Fellinis Roma (Roma)
Tony Woollard – England Made Me

### Bester Kurzfilm
Caring For History – Regie: Richard Bigham
Artistry in Tureens – Regie: Anthony Squire
The Scene from Melbury House – Regie: Unbekannt
Without Due Care – Regie: Ronald Dunkley

### Bester Dokumentarfilm
Grierson – Regie: National Film Board of Canada (Roger Blais)

### Bester animierter Film
Tchou-tchou – Regie: Co Hoedeman
Balablok – Regie: Břetislav Pojar

### Bester spezialisierter Film
A Man’s World – Regie: Philip Owtram
The Pastfinders – Regie: Millbank Films (Produktion)
Who Sold You This, Then? – Regie: Peter Robinson
WSP – Regie: John Armstrong

### United Nations Award
Der unsichtbare Aufstand (État de siège) – Regie: Costa-Gavras
Unter Wilden (Savages) – Regie: James Ivory
Jesus Christ Superstar – Regie: Norman Jewison
Das Jahr ohne Vater (Sounder) – Regie: Martin Ritt

## Academy Fellowship
David Lean, britischer Regisseur, Filmproduzent und Drehbuchautor